# Rhodri ap Elisedd et Gruffydd ap Elisedd
Rhodri ap Elisedd et Gruffydd ap Elisedd co rois  de Gwent de 983 à 1015

## Biographie
Rhodri et son frère Gruffydd ap Elisedd s'emparent du trône du royaume de Gwent après la mort vraisemblablement le meurtre de Arthfael ap Nowy leur oncle qui avait lui-même assassiné leur père. Leur règne conjoint est contemporain de la prise de pouvoir sur le pays de Galles de Llywelyn ap Gruffydd qui unit le Gwynedd et le Deheubarth et cherche à étendre son autorité sur le Glamorgan. Il doit également faire face aux ambitions des membres de leur propre famille et en 1015 Rhodri est détrôné par Edwyn ap Gwriad qui est probablement leur cousin issu de germain.